# 3،2-ثنائي ميثيل البنتان
3,2-ثنائي ميثيل البنتان هو مركب عضوي من الهيدروكربونات صيغته الكيميائية C7H16 وهو أحد مصاواغات الهبتان

## التحضير
يمكن تحضير المركب مخبرياً من تفاعل كاشف غرينيار بروميد بوتيل المغنسيوم C4H9-MgBr مع الأسيتون ثم بتفاعل بلمهة (نزع ماء) للكحول الناتج ثم بإجراء عملية هدرجة على الألكين الناتج للحصول على الناتج المطلوب.

## الخواص
يوجد المركب في الشروط القياسية على شكل سائل عديم اللون قابل للاشتعال.